# دردار نصفي
الدردار النصفي (الاسم العلمي:Hemiptelea) هو جنس من النباتات يتبع فصيلة الدردارية من رتبة الورديات.

## أنواع الدردار النصفي
- دردار نصفي دوادياني (الاسم العلمي:Hemiptelea davidii)